# Аборты в Сальвадоре
Аборты в Сальвадоре запрещены без исключений. Закон ранее позволял выполнять аборты при определённых ограниченных обстоятельствах, но в 1998 вступил в силу новый закон об абортах, отменивший все исключения.

## История сальвадорских законов об абортах
Уголовный кодекс Сальвадора, принятый в 1956 году, не содержал явных исключений для того, чтобы обойти запрет на аборты, хотя согласно принципам уголовного права аборт мог быть оправдан на законных основаниях, если это необходимо для сохранения жизни беременной женщины. Ввиду распространённости практики нелегальных абортов, которая являлась главным вкладом в уровень материнской смертности, правительство Сальвадора решило расширить число условий, при наступлении которых разрешались аборты.
Согласно новому уголовному кодексу 1973 года аборт мог быть легально выполнен при трёх основных условиях: если жизнь матери находилась под угрозой, и только аборт мог спасти жизнь матери, если беременность последовала в результате установленного законом изнасилования или если у плода обнаруживались серьёзная врождённая патология. Женщины, предпринявшие аборт по причине своей халатности, освобождались от наказания. Правительство также уменьшало меру наказания для женщин с хорошей репутацией, если она соглашалась на нелегальный аборт или делала его себе сама в интересах поддержания своей репутации.
Предложения к Законодательной Ассамблее об устранении исключений запрета на аборты начали приходить в 1992 году. Предлагалось принять билль, позволяющий провести расследование медицинских клиник, подозреваемых в выполнении абортов. В 1993 году один из политиков, связанных с Христианской демократической партией, провёл расследование, по итогам которого были арестованы несколько работников здравоохранения. Другое предложение было внесено в 1993 году при поддержке архиепископа Сан-Сальвадора и группы Say Yes to Life Foundation, сторонников движения пролайф, которые назвали 28 декабря Днём нерождённых (традиционный праздник римско-католической церкви — День невинных).
В 1997 году Национальный республиканский альянс (ARENA) представил новый законопроект, согласно которому из уголовного кодекса должны были быть устранены все основания для разрешения абортов. 25 апреля 1997 года Законодательная ассамблея проголосовала (61 голос из 84) за одобрение изменений в уголовный кодекс.
20 апреля 1998 вступил в силу новый уголовный кодекс, в котором были устранены все исключения, введённые в 1973 году, включая условия спасения жизни беременной женщины. Согласно кодексу, выполнение аборта с согласия женщины или выполнение аборта самой женщиной или согласие женщины на выполнение аборта подлежало наказанию заключением на срок от двух до восьми лет. Выполнение аборта без согласия женщины наказывалось заключением от четырёх до десяти лет в тюремной камере. Если преступник был врачом, фармацевтом или другим работником сферы здравоохранения, наказание устанавливалось от шести до двенадцати лет.
В январе 1999 года в Конституцию Сальвадора была внесена поправка о признании человеческой жизни с момента её зачатия.

## Протесты
Организации IPAS, MADRE и Women’s Link Worldwide подали рапорт в Комитет по правам человека ООН, где утверждалось, что сальвадорский закон об абортах нарушает несколько договоров, ратифицированных Сальвадором, а именно: Международный пакт о гражданских и политических правах (ICCPR); Международный пакт об экономических, социальных и культурных правах (ICESCR); Международную конвенцию о ликвидации всех форм расовой дискриминации (CERD); Конвенцию о правах ребёнка (CRC) и Конвенцию о ликвидации всех форм дискриминации в отношении женщин (CEDAW).
Они аргументировали, что «Конституция Сальвадора гарантирует каждому право на жизнь, свободу, безопасность личности и справедливый суд. Далее Конституция устанавливает, что все равны перед законом и не может быть никаких ограничений по признакам расы, пола или религии. Уголовный закон Сальвадора, направленный против абортов, нарушает условия всех конституционных и человеческих прав, установленных вышеупомянутыми международными конвенциями».

## Продолжающаяся практика абортов в Сальвадоре
Небезопасные аборты являются серьёзной проблемой общественного здравоохранения и второй прямой причиной материнской смертности в Сальвадоре. В 1994 году третьей по значимости причиной смертности девушек подросткового возраста были беременность и послеродовые осложнения. Несколько девочек в возрасте после десяти лет были арестованы за попытку выполнения абортов. Расходы на здравоохранение в 1997 году в Сальвадоре составляли 24 дол. на человека за год. Криминализация абортов имеет крайне серьёзные последствия для жизни и здоровья женщин: аборты производятся в опасных условиях, уровень смертности и заболеваемости высок и недостаток достоверных исследований, которые могли бы помочь медицинским службам наладить более качественное обслуживание для своих клиентов, в том числе для женщин, которые делали аборт в небезопасных условиях. Ситуация ещё больше обостряется преследованием женщин со стороны судебной и здравоохранительной систем Сальвадора.
Сальвадорские врачи докладывают, что женщины используют для абортов самые различные средства: вешалки для одежды, металлические прутья, противозачаточные средства в высоких дозах, удобрения, средства от гастрита, мыльную воду или едкие жидкости (такие как аккумуляторная кислота). Наиболее часто используются мизопростол в виде пилюль и перманганат калия (марганцовка) который вводится в вагину, катетеры для ввода мыльной воды или едких жидкостей, стержни из любых материалов, впрыскивания жидкостей неизвестной природы или комбинации методов абортов, таких как пилюли, катетеры и впрыскивание или употребление пилюль и металлических стержней.
Использование пилюль, катетеров, впрыскиваний и стержней может покалечить или убить женщину. Кроме этого, женщины проводят аборты дома самостоятельно в антисанитарных условиях или в подпольных клиниках, которые не могут гарантировать адекватных процедур. В случае развития осложнений женщин доставляют в легальные больницы, где лечащий персонал может доложить властям о проведённом аборте. Наибольшему риску для жизни, здоровья, безопасности личности и свободе при избавлении от нежелательной беременности подвергаются юные женщины с низким доходом.
Отсутствие информации о контрацептивах и запрет абортов ставит жизнь женщин под угрозу, особенно в юном возрасте. Одна треть рожающих женщин находится в возрасте 19 лет и моложе, есть небольшая группа женщин, которые рожают в 10-14 лет.

## Уголовные преследования
Согласно данным доклада 2001 года, после вступления в силу нового Уголовного кодекса в 1998 году участники 69 случаев незаконных абортов были подвергнуты уголовному преследованию. В 23 случаев женщины, сделавшие незаконный аборт, были выданы властям работниками клиник, куда они прибыли для лечения от последствий абортов. Большинство абортов было сделано самостоятельно, посредством использования вешалок от одежды или приёмом пагубных доз гормональных контрацептивов в виде пилюль, противокислотных средств или мизопростола.
В статье, опубликованной 9 апреля 2006 в New York Times Magazine, писатель Джек Хитт исследует эффект вступления в силу нового Уголовного кодекса в 1998 году. Но позже достоверность фактов статьи была подвергнута сомнению, когда выяснились факты по делу Карины Климако. Карина Кармен Климако, осуждённая на 30 лет за убийство доношенного ребёнка, по факту родила его дома, а после у неё началось сильное кровотечение (её беременность была непреднамеренной, поскольку наступила после перевязки маточных труб). Её мать вызвала полицию, чтобы те отвезли дочь в госпиталь. Когда она была в больнице, полицейские обыскали дом и нашли мёртвого ребёнка. Медицинское обследование не ответило на вопрос, был ли ребёнок рождён живым ли мёртвым, а также не смогло установить причину смерти. Тем не менее, женщину приговорили к заключению за убийство с отягчающими обстоятельствами, что разлучило её с тремя детьми. Восемь лет спустя благодаря поддержке группы активистов и отечественным и иностранным адвокатам приговор Карины был пересмотрен и отменён, хотя она и не получила компенсацию за восьмилетнее заключение.
В августе 2008 года трибунал города Сан-Франциско Готера (адм. центр департамента Морасан) осудил Марию Эдис Эрнандес Мендес де Кастро, 30-летнюю мать-одиночку четверых детей. Обнаружив беременность, она сообщила об этом семье, хотя и не знала, в какой стадии беременности она находится. Однажды, находясь в ванной собственного дома у неё начались боли из-за рабочих осложнений, после чего у неё произошёл выкидыш. Её в бессознательном состоянии доставили в больницу, где лечащий врач сообщил полиции о своих подозрениях, что его пациентка сделала аборт. Суд нашёл женщину виновной в убийстве при отягчающих обстоятельствах и приговорил её к 30-летнему заключению. В том же докладе были описаны истории двух женщин, приговорённых к длительным срокам заключения за подозрения в совершении абортов.

## Дело «Беатрис»
В 2013 году был зарегистрирован случай необходимого аборта для беременной 22-летней женщины по имени Беатрис, которой врачи сказали, что из-за волчанки, усугубляемой прекращением функционирования почек, она либо умрёт, либо если родит, то ребенок из-за анэнцефалии проживёт всего несколько часов. Её врачи запросили у правительства разрешение на аборт, потому что плод был нежизнеспособен и девушка могла умереть. Когда дело было передано в Верховный суд, суд отклонил ходатайство Беатрис.
Девушке было разрешено сделать раннее кесарево сечение. Юридически это не являлось абортом, потому что плод был инкубирован. Ребёнок умер через пять часов после процедуры, Беатрис выздоровела. Этот случай был идентифицирован активистами по репродуктивным правам как свидетельство отсутствия прогресса в достижении целей Международной конференции по народонаселению и развитию 1994 года, которая подтвердила репродуктивные права как права человека и подчеркнула важность снижения смертности девушек при родах.